# Pseudechis butleri
Pseudechis butleri är en ormart som beskrevs av Smith 1982. Pseudechis butleri ingår i släktet Pseudechis och familjen giftsnokar och underfamiljen havsormar. Inga underarter finns listade i Catalogue of Life.
Denna orm förekommer i Western Australia i Australien. Habitatet varierar mellan buskskogar och skogar som domineras av Acacia aneura. Pseudechis butleri kan vara dag- och nattaktiv. Födan utgörs främst av ödlor och av andra ormar. Honor lägger 7 till 12 ägg per tillfälle. Artens bett är giftigt.
Några exemplar fångas och hölls som terrariedjur. Hela populationen antas vara stor. IUCN listar arten som livskraftig (LC).